# ザック・グレインキー
- ザック・グリンキー

ドナルド・ザカリー・グレインキー（Donald Zackary Greinke, 英語発音: [zæk greɪŋk]; 1983年10月21日 - ）は、アメリカ合衆国フロリダ州オーランド出身のプロ野球選手（投手）。右投右打。
グリンキーとも表記される。

## 経歴

### プロ入り前
少年時代、リトルリーグの試合で訪日した経験がある。その時もらった五円玉をお守りにして首から下げている。高校時代、2002年にゲータレード年間最優秀選手賞を受賞し、ベースボール・アメリカは高校生として最も優れた選手の1人と評した。

### プロ入りとロイヤルズ時代
カンザスシティ・ロイヤルズは当初、2002年のMLBドラフトで大学生投手を1巡目で指名する予定だったが、スカウトから「彼はどの大学生よりも早くメジャーに昇格できます」という推薦を受け、グレインキーを1巡目（全体6位）で指名。
2003年はA+級ウィルミントン・ブルーロックスとAA級ウィチタ・ラングラーズの2球団合計で15勝4敗、防御率1.93を記録し、オールスター・フューチャーズゲームのアメリカ選抜に選出された。シーズン終了後には、カロライナリーグの最優秀投手やロイヤルズ傘下の最優秀投手に選出された。
2004年は開幕をAAA級オマハ・ロイヤルズで迎え、5月22日に2002年のMLBドラフト1巡目で指名された投手の中で最も早くメジャーデビューを果たした。球団史上、20歳でメジャーで登板経験のある投手はグレインキーの他にブレット・セイバーヘイゲンのみである。この年は8勝11敗ながら、防御率は3.97。新人王投票でも4位となった。
2005年は5月15日時点で0勝4敗で、防御率3.09など投球内容はよかったが、6月以降は調子を落とし、シーズン通して5勝17敗（アメリカンリーグ最多敗戦）、防御率は5.80。
2006年のスプリングトレーニングで社会不安障害によりチームを離脱、自宅で生活を送った。後にグレインキーはカンザスシティ・スター紙のインタビューで「僕のうつ病は自殺したくなるほど重度のものではなかったけど、先発で投げるのがいやになって、だんだん試合に出たくなくなったんだ。しまいには野球が嫌いになって選手を辞めたくなったんだ。」と語っている。6月にマイナーで復帰し、9月22日にメジャー初登板、3試合の登板で、1勝0敗、防御率4.26という成績に終わった。
2007年は4月26日のミネソタ・ツインズ戦でトリー・ハンターの顔面直撃の投球以降、その直後の2試合の登板で計12失点を記録するなど制球が悪化。5月10日以降はリリーフとして登板していたが、8月24日に先発登板。それ以降、シーズン終了までに7試合に先発登板し、防御率1.85を記録。
2008年は32試合の先発登板でリーグ2位の23回クオリティ・スタートを記録し、5回を投げ切れなかったことは1回のみと安定した投球を見せた。投球回は初めて200の大台を上回り、防御率3.47は球団史上1997年にケビン・エイピアーが3.40を記録して以降最良（規定投球回以上）だった。シーズン終了後の2009年1月26日に球団と4年総額3800万ドルで契約延長した。

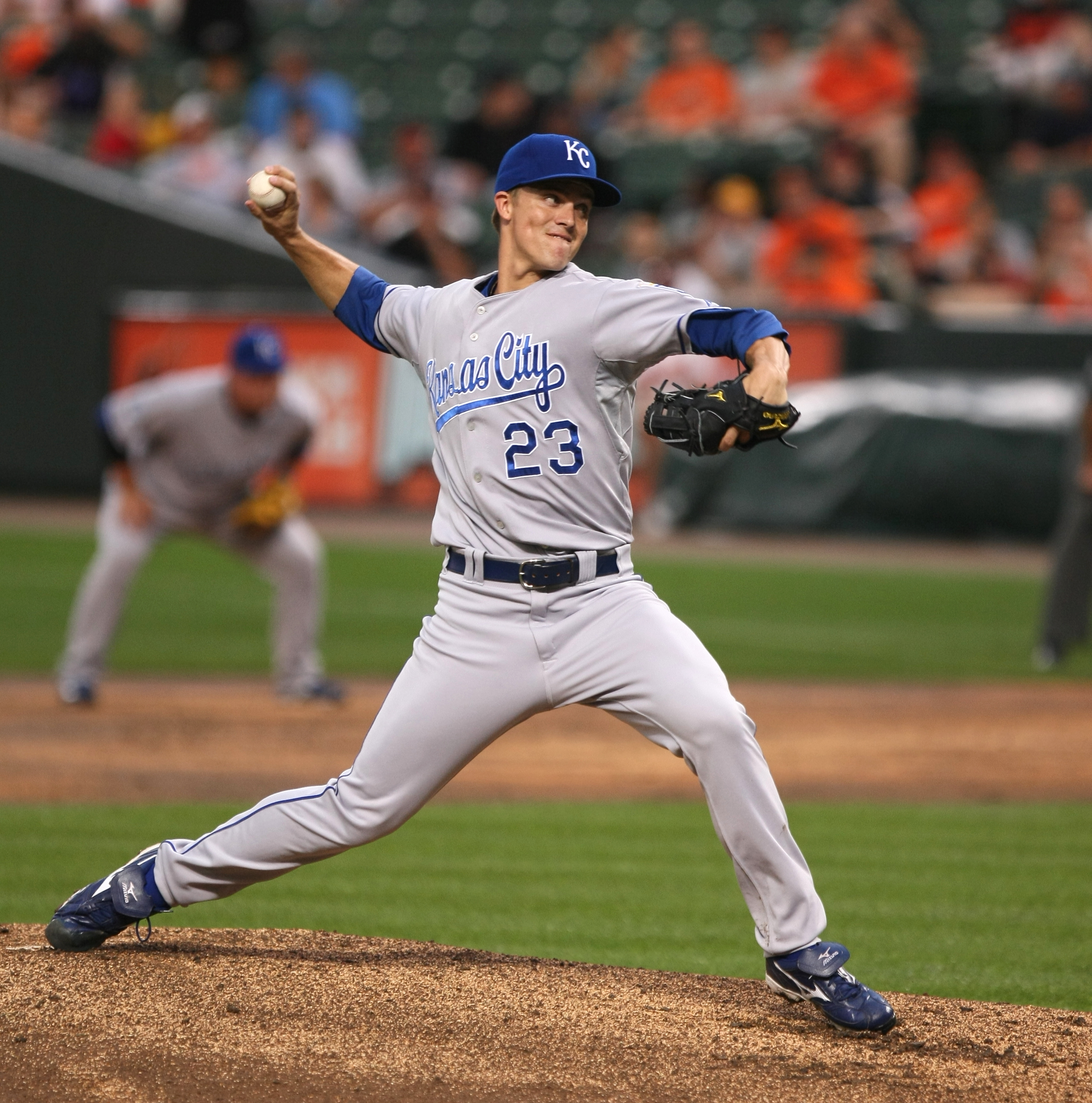
2009年、サイ・ヤング賞を受賞

2009年は4月に5勝0敗、防御率0.50、44奪三振と両リーグ最高の成績で月間最優秀投手に選出された。また、昨シーズンから4月24日にかけて38イニング連続無失点を記録し、ケビン・エイピアーの球団記録を16年ぶりに更新。オールスター初選出を果たし、8月25日のクリーブランド・インディアンス戦では15奪三振を記録し、マーク・グビザの球団記録を21年ぶりに更新。33試合の先発登板で16勝8敗、防御率2.16（リーグ1位）、242奪三振を記録し、シーズン終了後にはアメリカンリーグのサイ・ヤング賞を受賞。最下位チームからの受賞は1997年のロジャー・クレメンス（当時トロント・ブルージェイズ）以来、16勝での受賞はアメリカンリーグでは当時最少勝利（ストライキで短縮されたシーズンを除く）となった。
2010年は10勝14敗と負け越した。

### ブルワーズ時代
2010年12月19日にアルシデス・エスコバー、ロレンゾ・ケイン、ジェイク・オドリッジ、ジェレミー・ジェフレスとのトレードで、ユニエスキー・ベタンコートと共にミルウォーキー・ブルワーズへ移籍した。

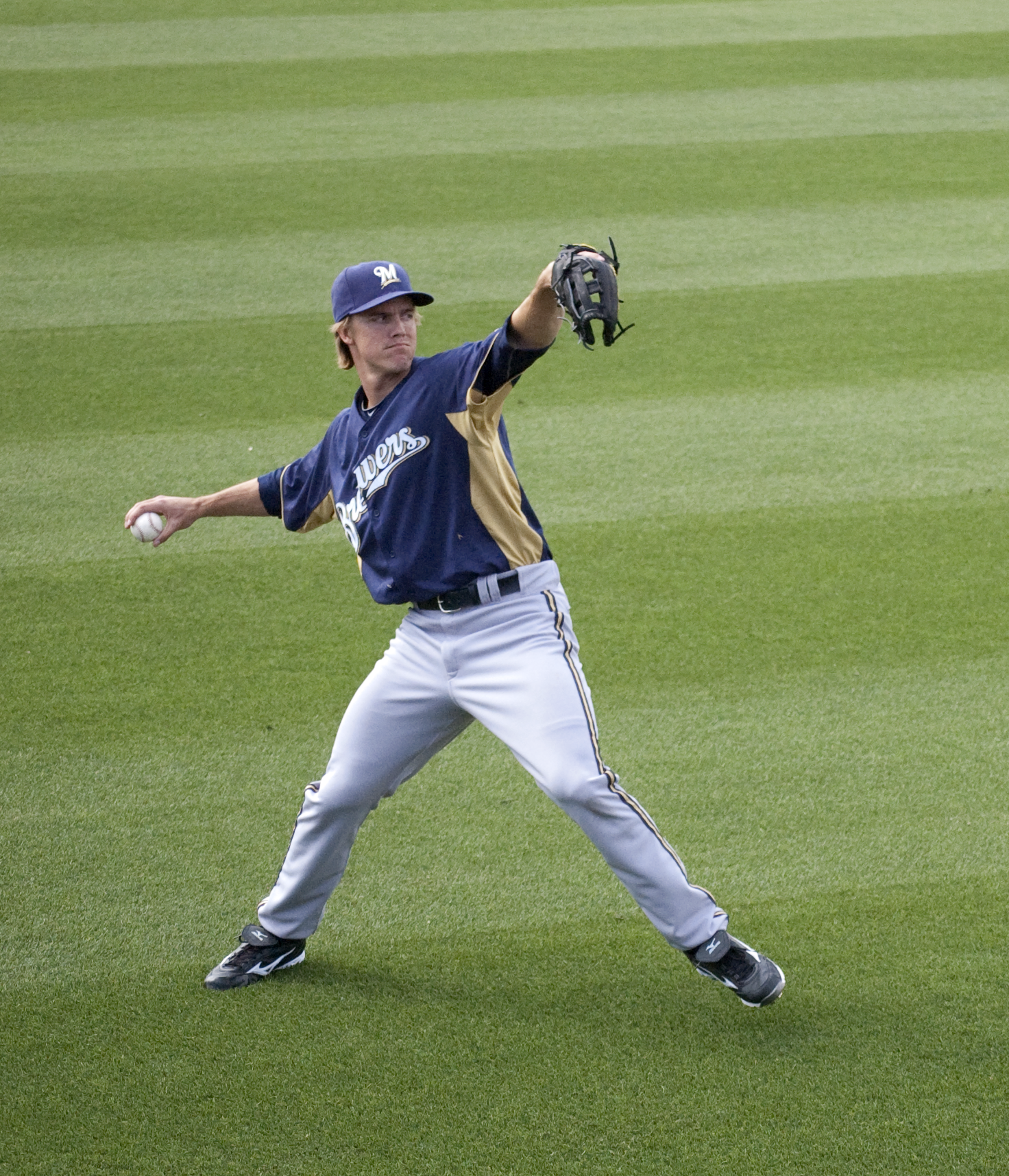
ミルウォーキー・ブルワーズ時代
（2011年3月1日）

2011年3月、バスケットボールをしている最中に肋骨を亀裂骨折し、シーズン初登板は5月4日までずれ込んだ。序盤は打ちこまれる試合が多く、前半戦終了時点での防御率は5.45だったが、後半は持ち直して自己最多タイの16勝を記録した。最終的な防御率3.88に対して、元同僚ブライアン・バニスターの影響でグレインキー本人も強く意識するようになったというFIPは2.98であり、xFIPは2.56でリーグ1位だった。
2012年7月4日のヒューストン・アストロズ戦で先発登板するも、わずか4球を投げただけで退場処分となる（投球回0イニング）。7月5日の対ヒューストン・アストロズ戦で前日に続いて先発登板する。この試合では、3回を投げた。その後、オールスターゲームを挟んで、リーグ再開日の7月13日のピッツバーグ・パイレーツ戦で先発登板。この登板で、3試合連続先発登板を記録した。MLBにおける3試合連続先発登板は、1917年のレッド・フェイバー（シカゴ・ホワイトソックス）以来95年ぶりの記録であった。ちなみにフェイバーは、ダブルヘッダー2試合とその翌日の試合に連続して先発登板している。

### エンゼルス時代
2012年7月22日にアリエル・ペーニャ、ジョニー・ヘルウェグ、ジーン・セグラとのトレードで、ロサンゼルス・エンゼルス・オブ・アナハイムへ移籍した。移籍後は13試合に先発登板して6勝2敗、防御率3.53、78奪三振を記録した。オフの10月29日にFAとなった。

### ドジャース時代

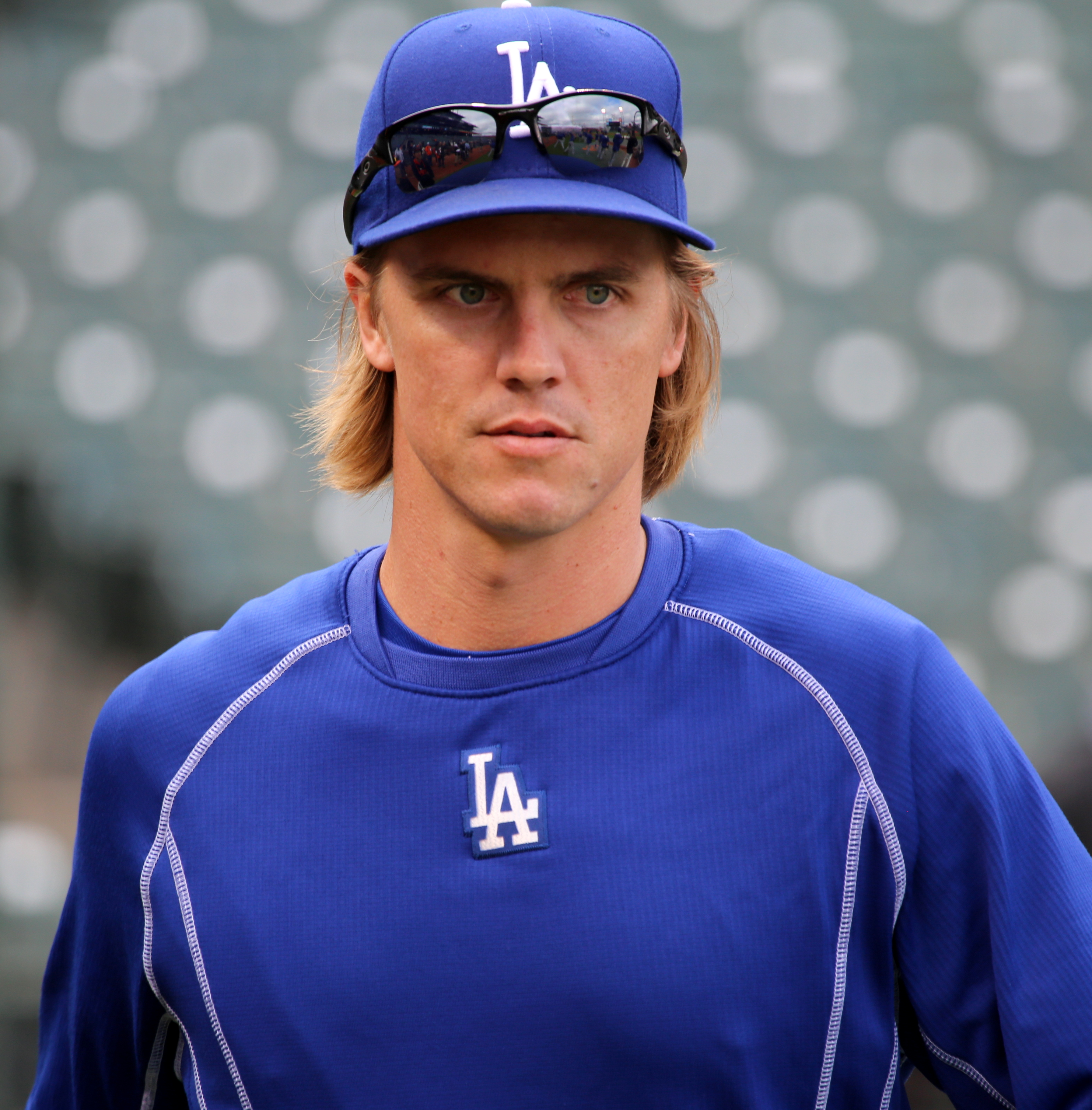
ロサンゼルス・ドジャース時代
（2015年5月20日）

2012年12月10日にロサンゼルス・ドジャースと総額1億4700万ドルの6年契約を結んだ。この契約は2008年オフにCC・サバシアが、ニューヨーク・ヤンキースと結んだ7年総額1億6100万ドルに次ぐ史上2位の大型契約であり、年平均に換算するとサバシアを上回る2450万ドル（約20億円）の史上最高額となった。また、右投手としてはマット・ケインの5年総額1億1250万ドルを上回る史上最高の大型契約となった。付帯条項として、2015年のシーズン終了後にFAになれる権利があり、シーズン途中にトレードされた場合はそのオフにFAになれる権利も付け加えられた。
2013年4月11日のサンディエゴ・パドレス戦でカルロス・クエンティンと乱闘になり、その後の検査の結果、左鎖骨骨折で全治8週間となった。この年は28試合に先発登板し、15勝4敗、防御率2.63と6年連続で2桁勝利を記録し、勝率はリーグ1位の.789を記録した。また、打率.328の打撃でシルバースラッガー賞を初受賞。
2014年は5年ぶりにオールスターゲームに選出された。レギュラーシーズンでは、防御率2.71、自己ベストの17勝を記録し、2年連続での防御率2点台、4年連続での15勝以上を記録し、右のエースとしてクレイトン・カーショウと共にチームをポストシーズンに導いた。また、自身初のゴールドグラブ賞を受賞した。
2015年は2年連続でオールスターゲームに選出され、ナショナルリーグの先発投手を務めた。レギュラーシーズンではMLB史上歴代4位となる45.2イニング連続無失点を記録するなど抜群の安定感を誇り、開幕から一度も防御率2点台以上を記録することなくシーズンを終えた。222イニングを投げ自己最多の19勝（3敗）、同じく自己ベストとなる防御率1.66を記録し自身2度目となる最優秀防御率のタイトルを獲得。この防御率は、昨年同僚のカーショウが達成した21世紀のMLBで最高だった1.77を更新し、また防御率1.6台は1995年に当時アトランタ・ブレーブスのグレッグ・マダックスが達成して以来20年ぶりであり、飛ぶボールになったと言われる1920年以降では歴代8位の快挙であった。300奪三振を達成したカーショウと共に強力な二枚看板を形成した。前半戦終了時点で防御率1.39と2位以下を突き放し、サイ・ヤング賞の最有力候補であったが、ジェイク・アリエータが後半戦に追い上げたことで投票では2位に終わり、両リーグでのサイ・ヤング賞受賞とはならなかった。しかし、ゴールドグラブ賞を受賞した。オフの11月4日に契約上のFA権を行使してFAとなった。

### ダイヤモンドバックス時代

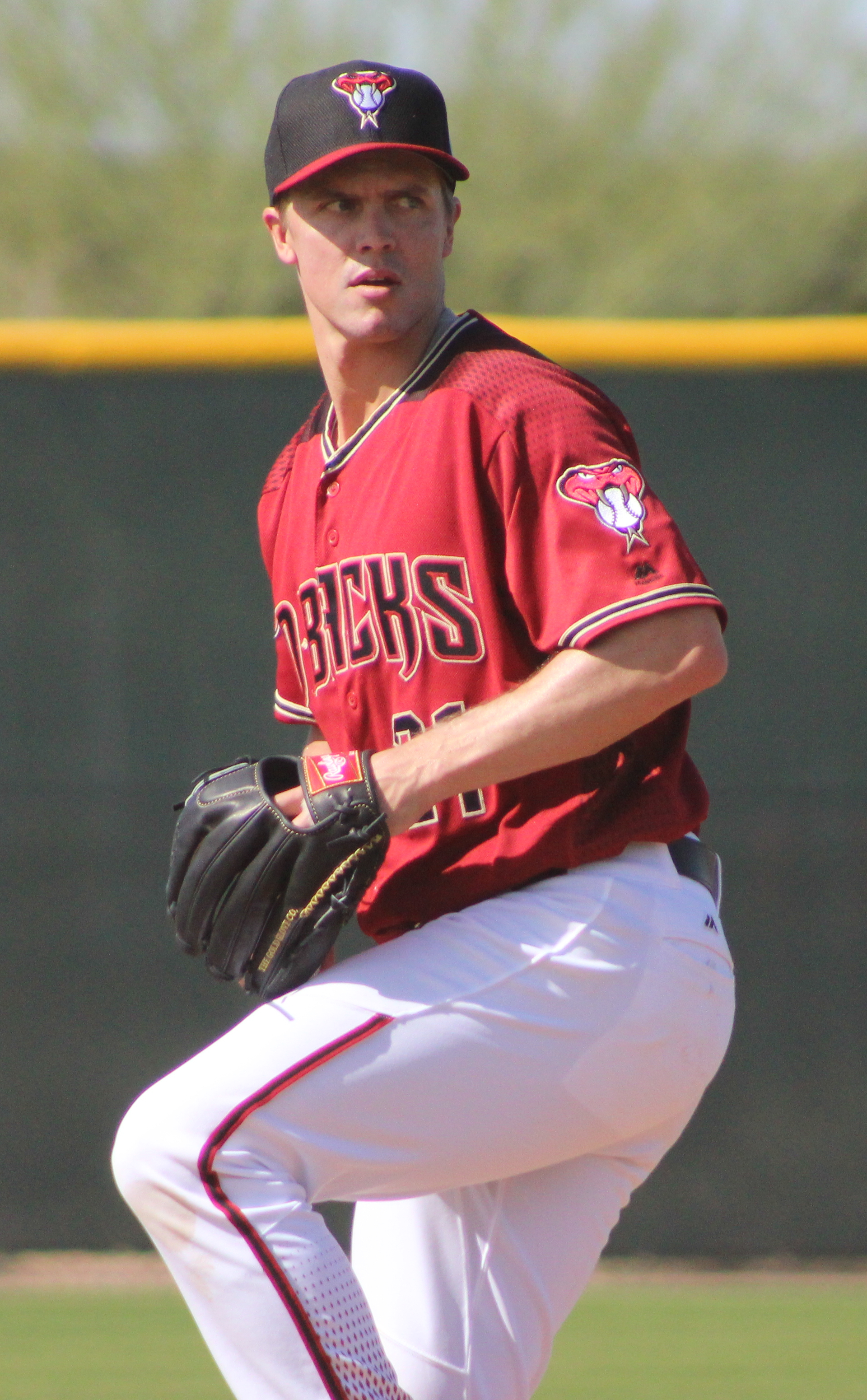
アリゾナ・ダイヤモンドバックス時代
（2016年2月27日）

2015年12月8日にアリゾナ・ダイヤモンドバックスと総額2億650万ドルの6年契約を結び、その総額は投手として歴代4位となった。
2016年は移籍初年度で開幕投手を務めたが、4回7失点の乱調で敗戦投手になるなど序盤は不安定で、4月は防御率5.50に終わった。5月以降は尻上がりに調子を上げていき、5月17日から6月18日の登板までの7試合連続で勝利投手になるなど打線の援護にも恵まれた。6月28日の登板で左脇腹を痛め、2回で降板。翌29日から故障者リストに入った。8月に復帰したがその後は再び調子を落とし、9月5日と16日には古巣のドジャース戦でいずれも前田健太に投げ負けた。シーズンを通しては、13勝7敗、防御率4.37に終わり、離脱の影響もあり10年ぶりに規定投球回到達を逃した。ゴールドグラブ賞を受賞。
2017年は2年ぶりにオールスターゲームに選出された。レギュラーシーズンでは32試合に先発登板し、17勝（ナ・リーグ2位タイ）、防御率3.20（6位）、215奪三振（5位）、202.1イニング（4位）と安定した投球を見せた。しかしポストシーズンでは2試合の先発登板で0勝1敗、防御率7.27に終わり結果を残せなかった。サイヤング賞投票で4位、ゴールドグラブ賞を受賞した。
2018年は4月まで防御率4.50と低調であったが、それ以降は持ち直し、7月には5試合で4勝0敗、防御率1.60で自身3度目となるピッチャー・オブ・ザ・マンスを受賞した。オールスターゲームにも選出された。最終的には33試合の先発登板で15勝11敗、防御率3.21、199奪三振と前年とほぼ同等の成績を記録した。5年連続でゴールドグラブ賞を受賞した。
2019年4月2日のパドレス戦では2本塁打と10奪三振を記録し、勝利投手となった。5月21日のパドレス戦では史上37人目となる通算2500奪三振を達成。前半戦を10勝3敗、防御率2.73で折り返し、3年連続でオールスターに選出された。

### アストロズ時代
2019年7月31日にジョシュ・ロハス、コービン・マーティン、J.B.ブカウスカス、セス・ビアーとの1対4のトレードで、アストロズへ移籍することが発表された。また2021年まで2年総額7700万ドルを残していたが、アストロズ側が5300万ドルを支払うことで合意された。8月18日のオークランド・アスレチックス戦にてMLB史上115人目となる通算200勝を達成した。移籍後は8勝1敗、防御率3.02を記録し、シーズン全体では33試合の先発登板（208.2イニング）で18勝5敗、防御率2.93、WHIP0.982の成績を残した。ポストシーズン、ALDS第4戦では3.2イニング、6失点で敗戦投手になったが、その後は復調を見せていた。ワールドシリーズ最終第7戦でも先発登板し、6回まで無失点に抑えていたが、7回にソロ本塁打と四球を許したところで降板。後続が打たれて逆転負けを喫した。
オフには打率.280の打撃でシルバースラッガー賞を6年ぶりに受賞し、守備ではゴールドグラブ賞に選出された。また、同年から新設されたオールMLBチームのセカンドチーム先発投手の1人に選出された。
2020年は新型コロナウイルスの影響で60試合の短縮シーズンとなった。最終成績は12試合の先発登板で3勝3敗、防御率4.03だった。
2021年4月1日のアスレチックスとの開幕戦で3年ぶり5度目、アストロズ移籍後では初となる開幕投手を務めた。オフの11月3日にFAとなった。

### ロイヤルズ復帰
2022年3月16日にプロ入り時の古巣であるロイヤルズと1300万ドルの1年契約を結んだ。オプションとして最大200万ドルの出来高が含まれる。オフの11月6日にFAとなった。
2023年2月3日にロイヤルズと850万ドルの1年契約を結んだ。オプションとして最大1600万ドルの出来高が含まれる。オフの11月3日にFAとなった。

## 選手としての特徴
| 球種           | 配分   | 平均球速 |
| -------------- | ------ | -------- |
| フォーシーム   | 40.9 % | 90.0 mph |
| チェンジアップ | 20.7 % | 87.5 mph |
| スライダー     | 15.5 % | 83.9 mph |
| カーブ         | 13.8 % | 70.7 mph |
| シンカー       | 6.3 %  | 90.1 mph |
| スローカーブ   | 1.8 %  | 67.7 mph |
| カッター       | 1.1 %  | 86.3 mph |
| スプリット     | 0.1 %  | 82.0 mph |

2015年シーズンでは、平均91.8mph（約148km/h）のフォーシームを中心に、平均86.9mphのスライダー、平均88.2mphの高速チェンジアップ、平均91.3mphのツーシーム、平均73.6mphカーブを投げ分けた。決め球はスライダーとチェンジアップ。フォーシームの最高球速は2010年に99.7mph（約160.5km/h）を記録したが、2015年シーズンは95.0mphに留まっている。2014年以前はカットボールも使用していたが、ベン・ベドラーがグレインキーの投げるカットボールがスライダーよりも遅いことに気づき、「単に球速を損なうだけスライダー」と指摘した。そのため、2014年を最後にグレインキーはカットボールを投げていない。
加齢とともに球速は落ちてきた（フォーシームは2009年94.13mphが2020年88.13mph）が、球の軌道を徹底的に研究して異なる球種を途中まで同じような軌道で投げる、いわゆるピッチトンネルを通すのに長けていることで、エリートレベルの投球を維持している。
非常に打撃の良い投手でもあり長く指名打者制のロイヤルズに所属していたのにもかかわらず、2013年には3割を超える打撃でシルバースラッガー賞を受賞している。

## 人物
先述のように社会不安障害を患った経験から、プレッシャーの強いチームに所属することに不安を抱えていると言われ、ロイヤルズとの契約には、2011年までニューヨーク・ヤンキースやボストン・レッドソックスを含む15チームに対するトレード拒否条項が含まれていた。もっとも最近では勝てるチームに所属したいという思いが強くなっていると周囲に語っており、また契約最終年となる2012年にはそのような条項は含まれていなかったとされる。
パット・ネシェックにサインを頼まれたが、「疲れるから嫌だ」として拒否して以降、確執がある。
試合中に思いもよらない行動を行うことがあり、試合中にマウンド上から捕手にサインを話すなどの行動をとった事もある。

## 詳細情報

### 年度別投手成績
| 年 度     | 球 団     | 登 板 | 先 発 | 完 投 | 完 封 | 無 四 球 | 勝 利 | 敗 戦 | セ 丨 ブ | ホ 丨 ル ド | 勝 率 | 打 者 | 投 球 回 | 被 安 打 | 被 本 塁 打 | 与 四 球 | 敬 遠 | 与 死 球 | 奪 三 振 | 暴 投 | ボ 丨 ク | 失 点 | 自 責 点 | 防 御 率 | W H I P |
| --------- | --------- | ----- | ----- | ----- | ----- | -------- | ----- | ----- | -------- | ----------- | ----- | ----- | -------- | -------- | ----------- | -------- | ----- | -------- | -------- | ----- | -------- | ----- | -------- | -------- | ------- |
| 2004      | KC        | 24    | 24    | 0     | 0     | 0        | 8     | 11    | 0        | 0           | .421  | 599   | 145.0    | 143      | 26          | 26       | 3     | 8        | 100      | 1     | 1        | 64    | 64       | 3.97     | 1.17    |
| 2005      | KC        | 33    | 33    | 2     | 0     | 0        | 5     | 17    | 0        | 0           | .227  | 829   | 183.0    | 233      | 23          | 53       | 0     | 13       | 114      | 4     | 2        | 125   | 118      | 5.80     | 1.56    |
| 2006      | KC        | 3     | 0     | 0     | 0     | 0        | 1     | 0     | 0        | 0           | 1.000 | 28    | 6.1      | 7        | 1           | 3        | 2     | 0        | 5        | 0     | 0        | 3     | 3        | 4.26     | 1.58    |
| 2007      | KC        | 52    | 14    | 0     | 0     | 0        | 7     | 7     | 1        | 12          | .500  | 507   | 122.0    | 122      | 12          | 36       | 5     | 3        | 106      | 3     | 1        | 52    | 50       | 3.69     | 1.30    |
| 2008      | KC        | 32    | 32    | 1     | 0     | 0        | 13    | 10    | 0        | 0           | .565  | 851   | 202.1    | 202      | 21          | 56       | 1     | 4        | 183      | 8     | 1        | 87    | 78       | 3.47     | 1.28    |
| 2009      | KC        | 33    | 33    | 6     | 3     | 4        | 16    | 8     | 0        | 0           | .667  | 915   | 229.1    | 195      | 11          | 51       | 0     | 4        | 242      | 5     | 0        | 64    | 55       | 2.16     | 1.07    |
| 2010      | KC        | 33    | 33    | 3     | 0     | 1        | 10    | 14    | 0        | 0           | .417  | 919   | 220.0    | 219      | 18          | 55       | 1     | 7        | 181      | 4     | 0        | 114   | 102      | 4.17     | 1.25    |
| 2011      | MIL       | 28    | 28    | 0     | 0     | 0        | 16    | 6     | 0        | 0           | .727  | 715   | 171.2    | 161      | 19          | 45       | 0     | 4        | 201      | 10    | 0        | 82    | 73       | 3.83     | 1.20    |
| 2012      | MIL       | 21    | 21    | 0     | 0     | 0        | 9     | 3     | 0        | 0           | .750  | 504   | 123.0    | 120      | 7           | 28       | 0     | 0        | 122      | 4     | 0        | 49    | 47       | 3.44     | 1.20    |
| 2012      | LAA       | 13    | 13    | 0     | 0     | 0        | 6     | 2     | 0        | 0           | .750  | 364   | 89.1     | 80       | 11          | 26       | 0     | 2        | 78       | 4     | 0        | 35    | 35       | 3.53     | 1.19    |
| '12計     | LAA       | 34    | 34    | 0     | 0     | 0        | 15    | 5     | 0        | 0           | .750  | 868   | 212.1    | 200      | 18          | 54       | 0     | 2        | 200      | 8     | 0        | 84    | 82       | 3.48     | 1.20    |
| 2013      | LAD       | 28    | 28    | 1     | 1     | 0        | 15    | 4     | 0        | 0           | .789  | 717   | 177.2    | 152      | 13          | 46       | 1     | 7        | 148      | 5     | 0        | 54    | 52       | 2.63     | 1.11    |
| 2014      | LAD       | 32    | 32    | 0     | 0     | 0        | 17    | 8     | 0        | 0           | .680  | 821   | 202.1    | 190      | 19          | 43       | 3     | 2        | 207      | 12    | 0        | 69    | 61       | 2.71     | 1.15    |
| 2015      | LAD       | 32    | 32    | 1     | 0     | 0        | 19    | 3     | 0        | 0           | .864  | 843   | 222.2    | 148      | 14          | 40       | 1     | 5        | 200      | 7     | 0        | 43    | 41       | 1.66     | 0.84    |
| 2016      | ARI       | 26    | 26    | 1     | 1     | 0        | 13    | 7     | 0        | 0           | .650  | 667   | 158.2    | 161      | 23          | 41       | 3     | 0        | 134      | 1     | 0        | 80    | 77       | 4.37     | 1.27    |
| 2017      | ARI       | 32    | 32    | 1     | 0     | 0        | 17    | 7     | 0        | 0           | .708  | 801   | 202.1    | 172      | 25          | 45       | 0     | 0        | 215      | 12    | 0        | 80    | 72       | 3.20     | 1.07    |
| 2018      | ARI       | 33    | 33    | 0     | 0     | 0        | 15    | 11    | 0        | 0           | .577  | 839   | 207.2    | 181      | 28          | 43       | 3     | 6        | 199      | 4     | 0        | 77    | 74       | 3.21     | 1.08    |
| 2019      | ARI       | 23    | 23    | 0     | 0     | 0        | 10    | 4     | 0        | 0           | .714  | 562   | 146.0    | 117      | 15          | 21       | 2     | 3        | 135      | 1     | 0        | 48    | 47       | 2.90     | 0.95    |
| 2019      | HOU       | 10    | 10    | 0     | 0     | 0        | 8     | 1     | 0        | 0           | .889  | 248   | 62.2     | 58       | 6           | 9        | 0     | 1        | 52       | 1     | 1        | 25    | 21       | 3.02     | 1.07    |
| '19計     | HOU       | 33    | 33    | 0     | 0     | 0        | 18    | 5     | 0        | 0           | .783  | 810   | 208.2    | 175      | 21          | 30       | 2     | 4        | 187      | 2     | 1        | 73    | 68       | 2.93     | 0.98    |
| 2020      | HOU       | 12    | 12    | 0     | 0     | 0        | 3     | 3     | 0        | 0           | .500  | 273   | 67.0     | 67       | 6           | 9        | 0     | 1        | 67       | 3     | 0        | 30    | 30       | 4.03     | 1.13    |
| 2021      | HOU       | 30    | 29    | 1     | 0     | 0        | 11    | 6     | 0        | 1           | .647  | 697   | 171.0    | 164      | 30          | 36       | 0     | 2        | 120      | 3     | 0        | 82    | 79       | 4.16     | 1.17    |
| 2022      | KC        | 26    | 26    | 0     | 0     | 0        | 4     | 9     | 0        | 0           | .308  | 585   | 137.0    | 157      | 14          | 27       | 0     | 3        | 73       | 7     | 0        | 65    | 56       | 3.68     | 1.34    |
| 2023      | KC        | 30    | 27    | 0     | 0     | 0        | 2     | 15    | 0        | 0           | .118  | 593   | 142.1    | 158      | 25          | 23       | 0     | 4        | 97       | 2     | 1        | 82    | 80       | 5.06     | 1.27    |
| MLB：20年 | MLB：20年 | 586   | 541   | 17    | 5     | 5        | 225   | 156   | 1        | 13          | .591  | 13877 | 3389.1   | 3207     | 367         | 762      | 25    | 79       | 2979     | 101   | 7        | 1410  | 1315     | 3.49     | 1.17    |

- 2023年度シーズン終了時
- 各年度の太字はリーグ最高

### 年度別守備成績
| 年 度 | 球 団 | 投手（P） | 投手（P） | 投手（P） | 投手（P） | 投手（P） | 投手（P） |
| 年 度 | 球 団 | 試 合     | 刺 殺     | 補 殺     | 失 策     | 併 殺     | 守 備 率  |
| ----- | ----- | --------- | --------- | --------- | --------- | --------- | --------- |
| 2004  | KC    | 24        | 13        | 15        | 0         | 1         | 1.000     |
| 2005  | KC    | 33        | 19        | 25        | 1         | 2         | .978      |
| 2006  | KC    | 3         | 0         | 1         | 0         | 0         | 1.000     |
| 2007  | KC    | 52        | 11        | 7         | 0         | 0         | 1.000     |
| 2008  | KC    | 32        | 11        | 24        | 1         | 1         | .972      |
| 2009  | KC    | 33        | 11        | 35        | 1         | 4         | .979      |
| 2010  | KC    | 33        | 14        | 34        | 1         | 1         | .980      |
| 2011  | MIL   | 28        | 13        | 22        | 0         | 3         | 1.000     |
| 2012  | MIL   | 21        | 14        | 17        | 0         | 2         | 1.000     |
| 2012  | LAA   | 13        | 8         | 14        | 0         | 1         | 1.000     |
| '12計 | LAA   | 34        | 22        | 31        | 0         | 3         | 1.000     |
| 2013  | LAD   | 28        | 16        | 31        | 0         | 4         | 1.000     |
| 2014  | LAD   | 32        | 28        | 30        | 1         | 8         | .983      |
| 2015  | LAD   | 32        | 19        | 41        | 2         | 2         | .968      |
| 2016  | ARI   | 26        | 20        | 28        | 1         | 4         | .980      |
| 2017  | ARI   | 32        | 26        | 30        | 0         | 5         | 1.000     |
| 2018  | ARI   | 33        | 27        | 30        | 0         | 0         | 1.000     |
| 2019  | ARI   | 23        | 26        | 25        | 1         | 8         | .981      |
| 2019  | HOU   | 10        | 7         | 9         | 0         | 4         | 1.000     |
| '19計 | HOU   | 33        | 33        | 34        | 1         | 12        | .985      |
| 2020  | HOU   | 12        | 9         | 7         | 0         | 3         | 1.000     |
| 2021  | HOU   | 30        | 17        | 20        | 0         | 6         | 1.000     |
| 2022  | KC    | 26        | 20        | 17        | 0         | 1         | 1.000     |
| 2023  | KC    | 30        | 11        | 23        | 0         | 2         | 1.000     |
| MLB   | MLB   | 586       | 340       | 485       | 9         | 62        | .989      |

- 2023年度シーズン終了時
- 各年度の太字はリーグ最高
- 各年度の太字年はゴールドグラブ賞受賞

### タイトル
- 最優秀防御率：2回（2009年、2015年）

### 表彰
- サイ・ヤング賞：1回（2009年）
- シルバースラッガー賞（投手部門）：2回（2013年、2019年）
- ゴールドグラブ賞（投手部門）：6回（2014年 - 2019年）
- フィールディング・バイブル・アワード（投手部門）：3回（2018年、2019年、2023年）
- プレイヤーズ・チョイス・アワーズ優秀投手：2回（2009年、2015年）
- ピッチャー・オブ・ザ・マンス：3回（2009年4月、2013年8月、2018年7月）
- プレイヤー・オブ・ザ・ウィーク：3回（2009年4月13日 - 19日・8月24日 - 30日、2015年7月17日 - 19日）
- オールMLBチーム[42]
  - セカンドチーム先発投手：1回（2019年）

### 記録
- MLBオールスターゲーム選出：6回（2009年、2014年、2015年、2017年 - 2019年）

### 背番号
- 23（2004年 - 2010年、2012年途中 - 同年終了、2022年 - 2023年）
- 13（2011年 - 2012年途中）
- 21（2013年 - 2021年）